# Speciazione (chimica)
In chimica si definisce speciazione o speciazione di un elemento la distribuzione di un elemento nelle sue diverse specie chimiche in un sistema.
Il termine speciazione può riferirsi anche all'analisi di speciazione, ma la IUPAC ne sconsiglia l'uso con questo significato.
La IUPAC dà alcune definizioni
(EN)  Speciation of an element; speciation. Distribution of an element amongst defined chemical species in a system. (Chemical species. Chemical elements: specific form of an element defined as to isotopic composition, electronic or oxidation state, and/or complex or molecular structure).
Speciazione di un elemento; speciazione. Distribuzione di un elemento nelle specie chimiche definite in un sistema. (Specie chimica. Elemento chimico: specifica forma di un elemento definita come la sua composizione isotopica, stato di ossidazione o elettronico, e/o struttura molecolare o del complesso.)
Un'altra definizione IUPAC è:
(EN)  "Speciation - the process yielding evidence of the atomic or molecular form of the analyte."
"Speciazione - il processo che fornisce la prova della forma atomica o molecolare dell'analita."

## Analisi di speciazione
Definizione IUPAC:
(EN)  Speciation analysis. Analytical chemistry: analytical activities of identifying and/or measuring the quantities of one or more individual chemical species in a sample.
Analisi di speciazione. Chimica analitica: attività analitica di identificazione e/o misura della quantità di una o più singole specie chimiche in un campione.
L'analisi della speciazione di un elemento è particolarmente interessante per quelle specie che hanno caratteristiche di tossicità a un certo stato di ossidazione e di non tossicità o minore tossicità ad un altro, è il caso ad esempio del cromo: Cr3+, con minore tossicità, e Cr6+, con tossicità molto elevata.